# Gitana Eighty
Pour les articles homonymes, voir Gitana.
Gitana Eighty est un voilier monocoque de course au large appartenant à la classe des 60 pieds IMOCA, mis à l'eau en 2007. Conçu par l'architecte néo-zélandais Bruce Farr, il a porté successivement les noms de 1876, Renault ZE, SynerCiel, Gaes, Newrest-Matmut, Pure-Best Western et depuis 2021 Oliver Heer Ocean Racing.
À son bord, Loïck Peyron a notamment remporté la Transat anglaise 2008 et la Transat B to B 2007.

## Conception et caractéristiques
Le choix de Jean-Pierre Dick de faire appel à Bruce Farr, incontournable sur le circuit Volvo Ocean Race, pour concevoir son premier Virbac en 2003 et les performances de celui-ci ont entraîné un certain effet de mode : entre 2006 et 2007, six marins font dessiner leur 60 pieds par Farr Yacht Design pour le Vendée Globe 2008-2009. Loïck Peyron, grand spécialiste du multicoque de retour sur le Vendée Globe, est le dernier d'entre eux, après avoir étroitement travaillé avec Dick et Farr pour la conception de Paprec-Virbac 2. Armé par le Gitana Team du baron Benjamin de Rothschild, ce 60 pieds est baptisé Gitana Eighty en hommage au baron Edmond de Rothschild, qui aurait célébré ses 80 ans en 2007.

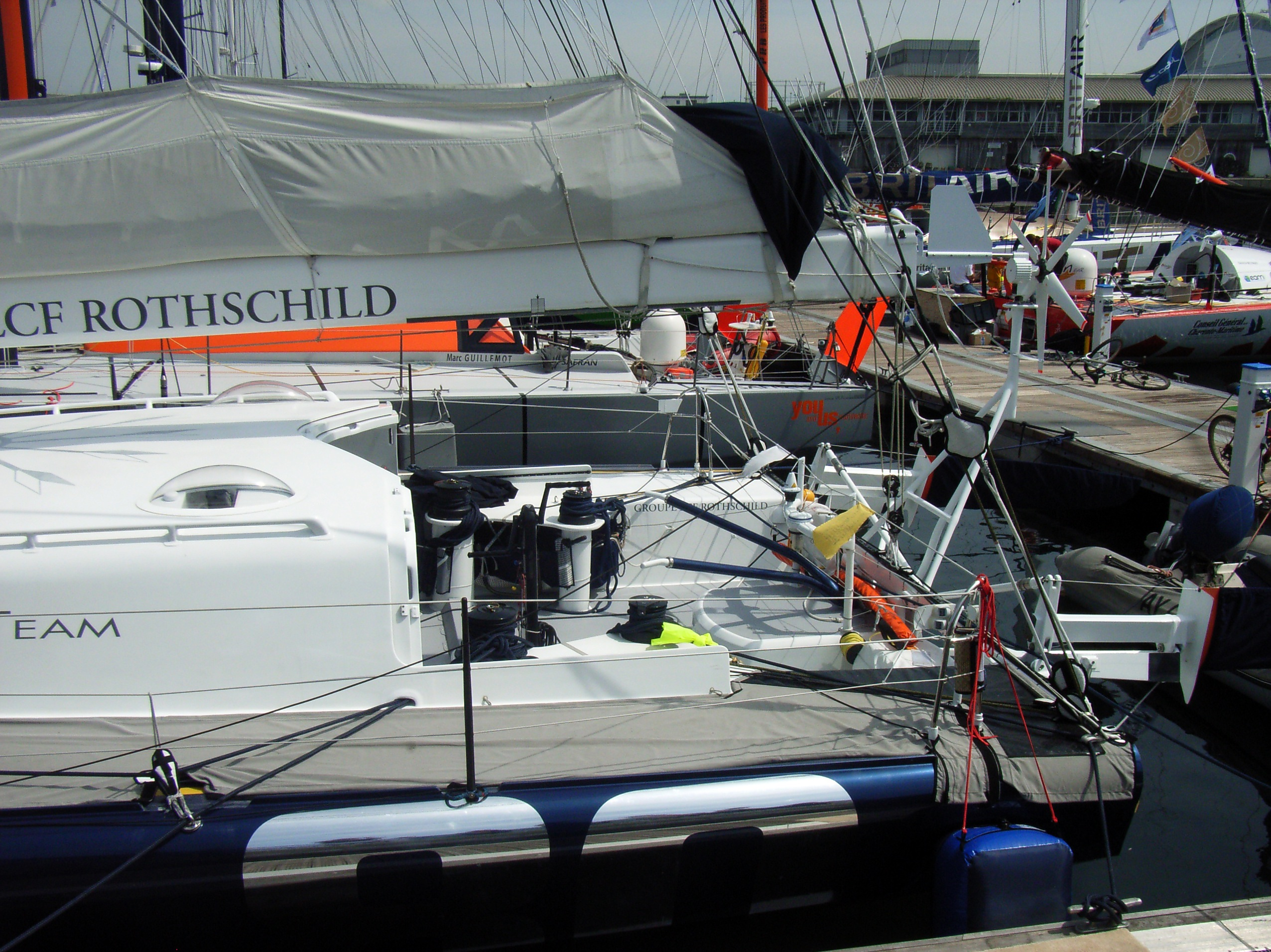
Le cockpit grand ouvert et la casquette rétractable de Gitana Eighty.

Longtemps gardée secrète, la construction a lieu dans les moules de Paprec-Virbac 2, chez Southern Ocean Marine, à Tauranga, en Nouvelle-Zélande. Les deux IMOCA partagent donc de très nombreuses caractéristiques.
Le cockpit ouvert, l'une des innovations apportées par Bruce Farr en 2003, est naturellement repris sur Gitana Eighty. Le large rouf abrite un tunnel par lequel arrive l'essentiel des manœuvres qui s'effectuaient auparavant au pied de mât. Le skipper peut donc effectuer la très grande majorité des réglages de son voilier protégé par la casquette du rouf, sans avoir à se déplacer sur le pont, ce qui est une garantie supplémentaire pour la sécurité. Pour protéger le skipper, une casquette rétractable permet d'allonger le toit du rouf de 1,4 m.

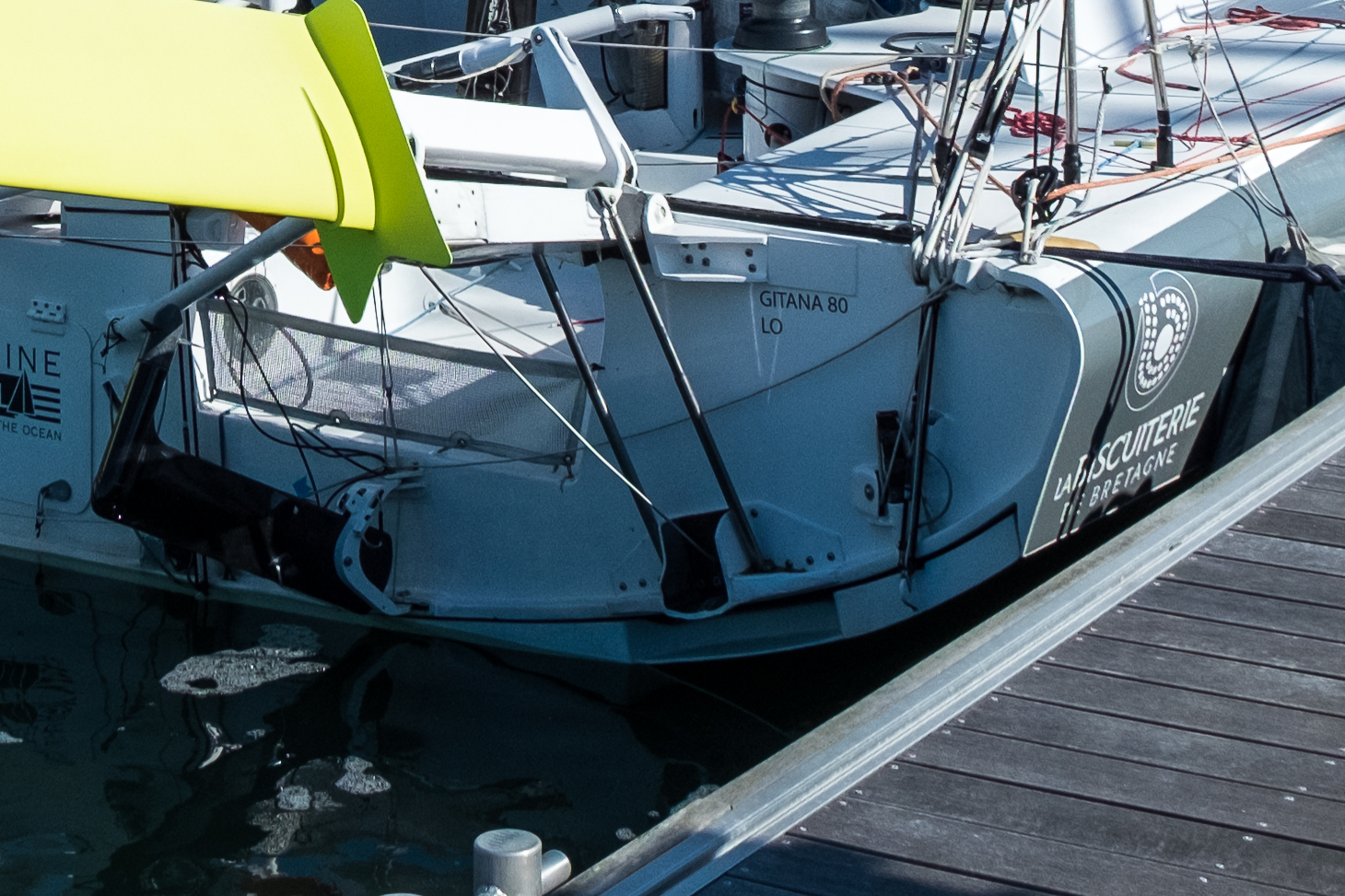
Le trim-tab et le bouchain vif du Newrest-Matmut.

La carène présente des bouchains vifs, inspirés du travail de Marc Lombard sur Sill et Bonduelle. La grande innovation apportée par Bruce Farr est constituée par les « trim tabs », deux volets placés à l'arrière de la coque, permettant de régler l'assiette longitudinale en fonction de l'allure,.
À l'intérieur, la cabine est totalement dépouillée. La cellule de vie est montée sur une nacelle qui pivote en satellite grâce à un axe, permettant de transférer son poids vers la gauche ou la droite en fonction de l'allure.
Les principales différences entre Gitana Eighty et Virbac-Paprec 2 se situent dans le gréement. Bien qu'étant un ancien du multicoque et donc familier du mât-aile, Peyron a fait le choix d'un mât fixe, réputé plus fiable. Toutefois, il a conservé le principe du hook, un système de fixation de la voile en position haute, ce qui permet de soulager la drisse.

## Historique

### 2007-2009:Gitana Eighty
Après la livraison et la mise à l'eau en juillet 2007, Loïck Peyron prend le départ de la Transat Jacques-Vabre 2007 avec Jean-Baptiste Le Vaillant, « le meilleur voilier du monde » selon Peyron et directeur de la voilerie Incidences qui équipe Gitana Eighty. Malgré un bon départ, Gitana Eighty est en tête jusqu'au pot au noir qui piège les deux marins qui arrivent finalement huitièmes à Salvador de Bahia. C'est en revanche dans le pot au noir que Peyron fait la différence dans la Transat B to B, la course « retour » de la Jacques-Vabre, épreuve qu'il remporte devant Kito de Pavant sur Groupe Bel et Michel Desjoyeaux sur Foncia.
La saison 2008 est intégralement consacrée à la préparation du Vendée Globe 2008-2009. Après une première victoire dans le grand prix de Douarnenez, Loïck Peyron remporte pour la troisième fois la Transat anglaise, en améliorant le record de Mike Golding de trois heures. Au cours de l'été 2008, Gitana Eighty entre en chantier pour une révision profonde avant le Vendée Globe 2008-2009 et l'installation d'une nouvelle quille en acier. Après sa remise à l'eau à La Trinité-sur-Mer, le 60 pieds passe les tests de retournement à 180° et 90° le 9 septembre.
Fort de son expérience unique et de la puissance de Gitana Eighty, Loïck Peyron est le grand favori du Vendée Globe 2008-2009, avec les anciens vainqueurs Michel Desjoyeaux et Vincent Riou, également sur des plans Farr. Le départ est donné le 9 novembre 2008. Après avoir été en tête pendant 16 jours lors de la descente de l'Atlantique, il démâte le 10 décembre. Il se trouvait alors en troisième position à 15,8 milles du leader Sébastien Josse.
Le Vendée Globe étant le seul objectif du Gitana Team en 60 pieds, le voilier est racheté dès février 2009 par la Fundació Navegació Oceànica Barcelona en même temps que son sister-ship Paprec-Virbac 2.

### 2009-2015: FNOB
La barre de Gitana Eighty, rebaptisé Estrella Damm / 1876, est confiée à Guillermo Altadill et Pachi Rivero. En septembre 2009, le bateau espagnol remporte la première étape de l'Istanbul Europa Race, devant Michel Desjoyeaux, puis se classe troisième de la deuxième étape. Notamment victime d'une avarie dans le mât, l'équipage de 1876 arrive hors délai à Brest, terme de la troisième et dernière étape mais termine à la troisième place au classement général. À l'issue de l'épreuve méditerranéenne, Guillermo Altadill se retire de l'équipe navigante de la FNOB et l'« extraterrestre » Yves Parlier est choisi pour accompagner Rivero sur la Transat Jacques-Vabre 2009, deux semaines avant le départ. Les deux marins font le choix d'une stratégie audacieuse, en privilégiant une route très au nord d'une grande dépression. Cette stratégie « kamikaze, suicidaire », selon le routeur Hervé Laurent, leur permet de s'accrocher à la cinquième place pendant une partie de la course, avant de rencontrer des vents contraires à l'approche des Caraïbes. 1876 arrive finalement à Puerto Limon en neuvième position.
Le 14 janvier 2010, la FNOB opère une petite restructuration dans ses bateaux et le 60 pieds reçoit le soutien de W Hotels, Estrella Damm devenant le partenaire de l'ancien Paprec-Virbac 2. Le 9 avril, les deux voiliers s'élancent de New York pour établir un record jusqu'à Barcelone. En raison d'une avarie de safran et de la perte du solent, l'équipage de W Hotels arrive plus de neuf heures après celui d'Estrella Damm. Au début de l'été, W Hotels termine à la quatrième place du tour d'Espagne à la voile. Avant le départ de la Barcelona World Race 2010-2011, le voilier change une nouvelle fois de nom et est rebaptisé Renault ZE. Rivero et Piris termine à la troisième place du tour du monde en double.

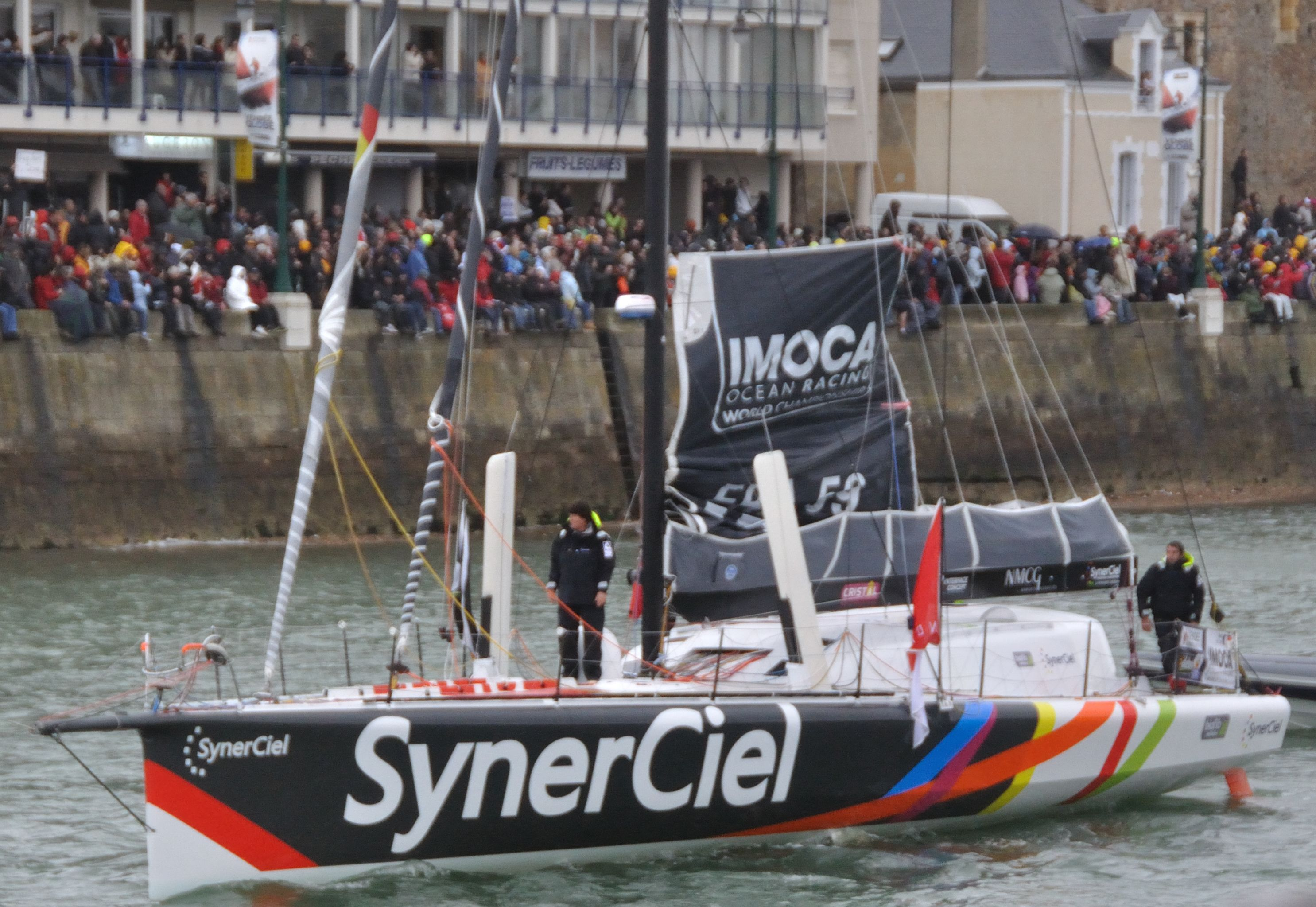
Vendée Globe 2012-2013 : Jean Le Cam sur SynerCiel au départ des Sables-d'Olonne.

Le voilier est loué par Jean Le Cam en février 2012 pour le Vendée Globe 2012-2013, sous les couleurs de son nouveau sponsor SynerCiel. Il prend possession du bateau au mois de mai et entame un chantier de modernisation qui s'achève à la mi-juillet. Au sein de la structure Absolute Dreamer de Jean-Pierre Dick et Luc Talbourdet à Lorient, toutes les pièces du bateau sont inspectées et changées lorsque cela est nécessaire. SynerCiel se voit notamment doté d'un nouveau mât, d'une nouvelle quille, de nouvelles dérives et 900 kg ont été gagnés. Quatrième derrière François Gabart (Macif), Bernard Stamm (Cheminées Poujoulat) et Armel Le Cléac'h (Banque populaire) à l'approche de Madère, Jean Le Cam fait, avec Mike Golding (Gamesa) et Arnaud Boissières (Akena Vérandas), le choix d'une trajectoire orientale, proche des côtes, le faisant bénéficier de moins de vent. À l'approche de Tristan da Cunha, dans l'Atlantique sud, il forme avec Mike Golding et Dominique Wavre (Mirabaud) un groupe de trois marins situé à une journée derrière les cinq leaders, groupe qu'il surnomme « les Tontons flingueurs ». Au terme d'une course sans avarie, « le Roi Jean » arrive en cinquième position aux Sables-d'Olonne, après 88 jours, 12 minutes et 58 secondes de mer.
Après la fin du Vendée Globe, le bateau est remis à la FNOB qui en confie la barre à Anna Corbella et Gerard Marín pour la Barcelona World Race 2014-2015 sous les couleurs de GAES Centros Auditivos. Le duo participe à la Middle Sea Race avec Hugo Boss d'Alex Thomson et Guillermo Altadill et arrive à Malte  seulement deux minutes après le bateau noir.
En mars 2014, le voilier est remis à l'eau après un chantier de quelques semaines visant à l'adapter à la vie en double. Gaes rencontre ensuite des conditions clémentes pour rallier New York, point de départ de la nouvelle course New York to Barcelona Race, épreuve inaugurale du nouveau championnat du monde IMOCA, l'IMOCA Ocean Masters. Pour cette course en double où ils sont accompagnés par Enrique Camelle, dont le seul rôle est de filmer la course de l'intérieur, Anna Corbella et Gerard Marín arrivent en troisième position. Au cours de l'été, le bateau entre en chantier pour le préparer pour la Barcelona World Race : les pièces critiques sont inspectées et une nouvelle quille est installée. S'ensuivent plusieurs semaines d'entrainement dans l'Atlantique avant le départ du tour du monde, le 31 décembre. Au terme d'un long duel avec Neutrogena d'Altadill et Jose Muñoz, GAES arrive en troisième position à Barcelone, après 91 jours, 5 heures, 9 minutes et 28 secondes de mer.

### 2015-2018:Newrest-Matmut

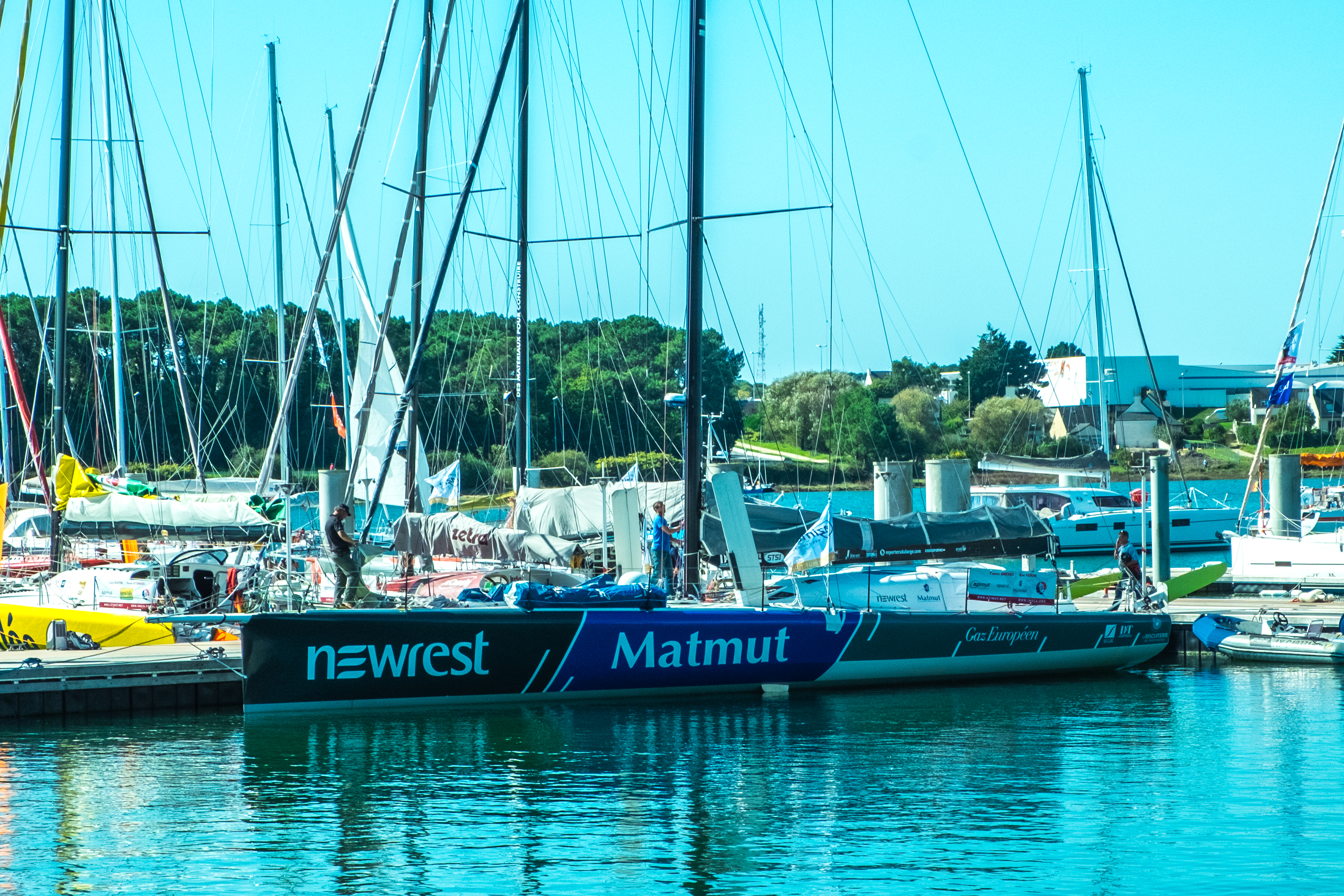
Gitana Eighty, sous les couleurs de Newrest-Matmut en 2015.

À l'issue de la Barcelona World Race, le 60 pieds est racheté par Fabrice Amedeo en vue du Vendée Globe 2016-2017. Le voilier est convoyé en mai 2015 à Lorient pour entrer en chantier avant la Transat Jacques-Vabre 2015. Remis à l'eau le 3 juillet, Newrest-Matmut navigue beaucoup au cours de l'été pour que son skipper, qui n'avait jamais navigué sur 60 pieds avant son convoyage, prenne ses marques, bénéficiant des conseils de Michel Desjoyeaux. Associé à Éric Peron, Amedeo emporte le duel pour la huitième place avec moins de quatre minutes d'avance sur Louis Burton et Romain Attanasio sur Bureau Vallée. Dans la Transat Saint-Barth Port-la-Forêt, le safran tribord de Newrest-Matmut est arraché par la force des vagues mais Fabrice Amedeo coupe la ligne à Port-la-Forêt en deuxième position.

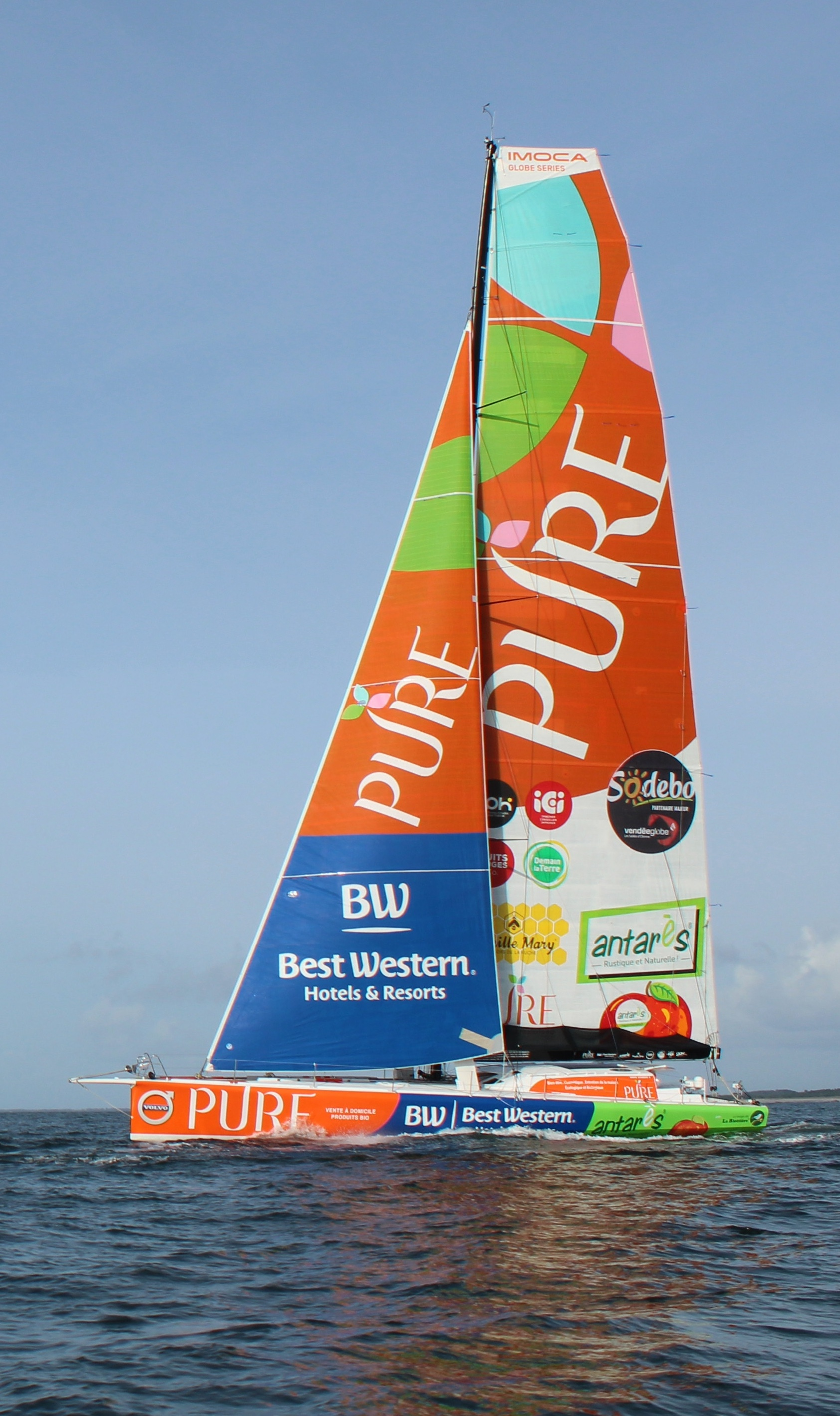
Pure-Best Western à l'entraînement, en octobre 2020.

En janvier 2015, le 60 pieds entre en chantier pour préparer le Vendée Globe. Les safrans sont changés, le plan de pont réaménagé, de même que la casquette de rouf.
Le 6 novembre 2016, il prend le départ du Vendée Globe 2016-2017, qu'il termine 11e, en 103 j 21 h 01 min.

### 2018-2021:Pure-Famille Mary,Pure,Pure-Best Western
En 2018, le bateau est récupéré par Romain Attanasio et renommé Pure-Famille Mary. Il participe en particulier à la Route du Rhum 2018 et à la Transat Jacques-Vabre 2019. Sous le nom Pure-Best Western, il termine le Vendée Globe 2020-2021 à la 14e place.

### Depuis 2021:Tut gut. Sailing

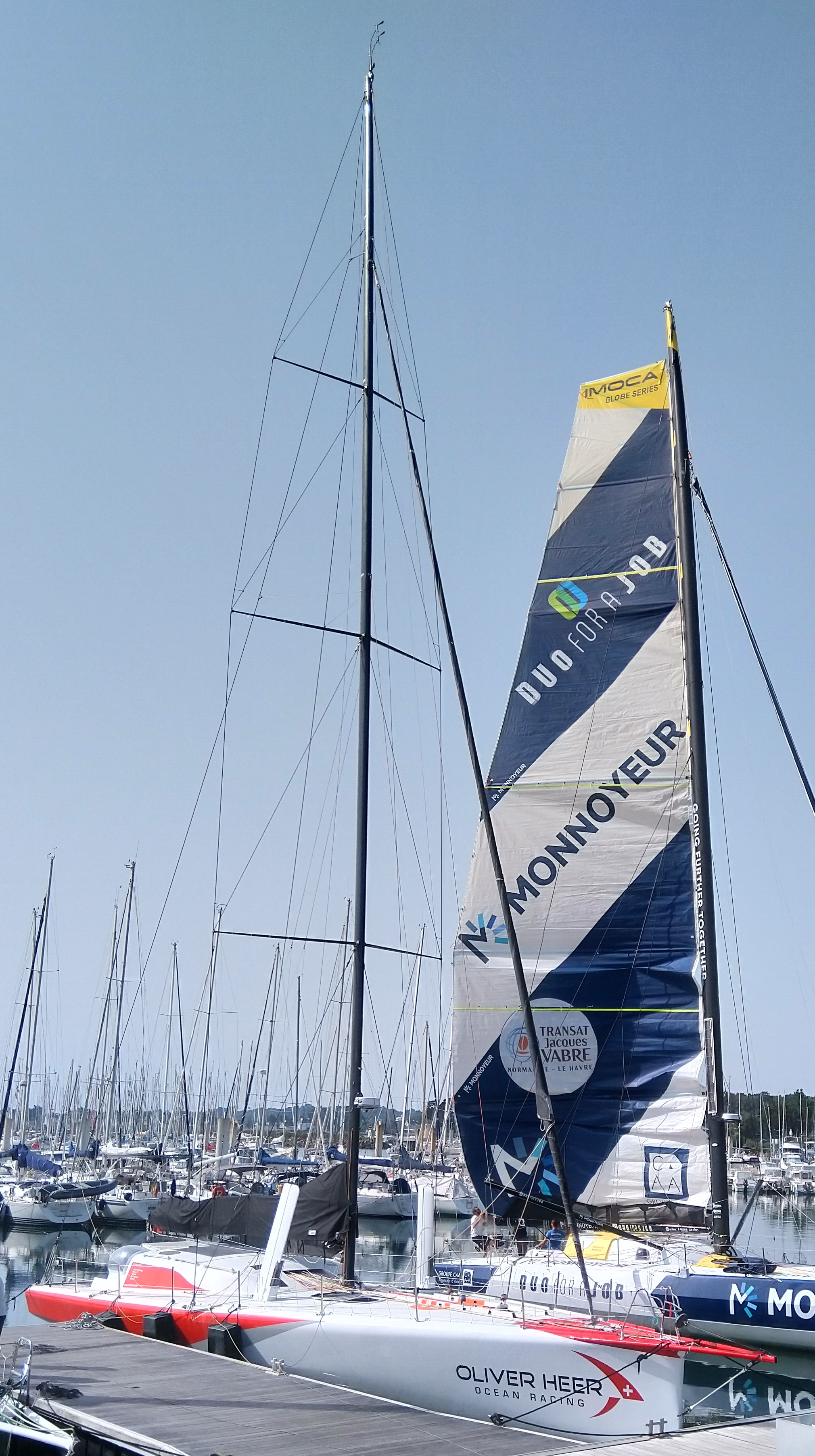
Oliver Heer Ocean Racing à Port-la-Forêt en septembre 2023.

En 2021, Oliver Heer, un ancien boat captain d'Alex Thomson, rachète Pure-Best Western à Romain Attanasio, en vue de participer au Vendée Globe 2024-2025. Le bateau devient Oliver Heer Ocean Racing et, après le contrat du partenaire Burgerstein Vitamine, selon la devise de l'entreprise, Tut gut. Sailing.
En septembre 2022, Heer termine 21e sur 24 dans les 48 Heures du Défi Azimut.
Le 9 novembre, il prend le départ de la Route du Rhum, une première pour lui. Après trois heures de course, au moment de doubler le cap Fréhel, le DMG Mori Global One de Kojiro Shiraishi et Oliver Heer Ocean Racing s'abordent. Les deux bateaux reviennent à Saint-Malo. Les dégâts sont trop importants sur son bateau pour que Shiraishi puisse repartir. En revanche, avec l'aide de l'équipe de DMG Mori, des réparations sont effectuées sur place sur Oliver Heer Ocean Racing, qui reprend la mer le 11 novembre. Il doit cependant faire escale à Port-la-Forêt le 12 novembre pour des travaux plus importants. Le 14, il reprend la mer. Le 29, il est le dernier Imoca à franchir la ligne d'arrivée, en 34e position. Mais le jury accorde à Heer une réparation de 84 heures pour la collision, dont il n'est pas tenu pour responsable. Il est donc classé 32e.
En juillet 2023, dans la Fastnet Race, barré par Oliver Heer et David Ledroit, le bateau finit 19e sur 29 Imoca. En septembre, barré par Oliver Heer et Nils Palmieri, il termine 21e sur 33 dans les 48 Heures du Défi Azimut.
Le 7 novembre, barré par Oliver Heer et Nils Palmieri, il prend le départ de la Transat Jacques-Vabre. Le côté bâbord D1 du gréement dormant se détache du mât, ce qui oblige à relâcher à Camaret pour réparer. Puis, le 11 novembre, la casse d'une pièce structurelle provoque la perte du bas-étai, contraignant les deux navigateurs à l'abandon. Oliver Heer renonce alors à participer à la course en solitaire Retour à la Base.

## Palmarès

### 2007-2009:Gitana Eighty– Loïck Peyron
- 2007 :
  - 8e de la Transat Jacques-Vabre 2007, en double avec Jean-Baptiste Levaillant, en 18 j 7 h 33 min 55 s
  - vainqueur de la Transat Ecover B to B, en 14 j 9 h 13 min 25 s
- 2008 :
  - vainqueur du grand-prix de Douarnenez
  - vainqueur de la Transat anglaise, en 12 j 11 h 45 min 35 s
  - vainqueur du Record SNSM, en 1 j 12 h 9 min 7 s

### 2009:1876– Guillermo Altadill puis Pachi Rivero
- 3e de l'Istanbul Europa Race, en 17 jours, 21 heures, 3 minutes et 59 s
  - vainqueur de la première étape Istanbul-Nice en 7 jours, 17 heures, 2 minutes et 45 secondes
- 9e de la Transat Jacques-Vabre 2009, en double avec Yves Parlier, en  19 jours, 4 heures, 37 minutes, et 45 secondes

### 2010:W Hotels– Pachi Rivero
- 2e du record New York-Barcelone, en 12 jours, 15 heures, 23 minutes et 50 secondes
- 4e du tour d'Espagne à la voile

### 2010-2011:Renault ZE– Pachi Rivero
- 3e de la Barcelona World Race 2010-2011, en double avec Antonio Piris, en 97 jours, 18 heures, 47 minutes et 36 secondes

### 2012-2013:Synerciel– Jean Le Cam
- 5e du Vendée Globe 2012-2013, en 88 jours, 12 minutes et 58 secondes

### 2013-2015:GAES Centros Auditivos– Anna Corbella et Gerard Marín
- 2013 : 2e de la Middle Sea Race, en 2 jours, 23 heures et 35 secondes
- 2014 : 3e de l'IMOCA New York - Barcelona, en 14 jours, 21 heures, 21 minutes et 45 secondes
- 2015 : 3e de la Barcelona World Race 2014-2015, en 91 jours, 5 heures, 9 minutes et 28 secondes

### 2015-2017:Newrest-Matmut– Fabrice Amedeo
- 2015 :
  - 8e de la Transat Jacques-Vabre 2015, en double avec Éric Péron, en 19 jours, 5 heures, 7 minutes et 56 secondes
  - 2e de la Transat Saint-Barth Port-la-Forêt, en 12 jours, 23 heures, 57 minutes et 42 secondes

### 2017:Newrest-Brioche Pasquier– Fabrice Amedeo
- 12e de la Transat Jacques-Vabre 2017, en double avec Giancarlo Pedote, en 16 jours 21 heures 41 minutes et 16 secondes

### 2018:Pure-Famille Mary,PureetPure-Best Western– Romain Attanasio
- Défi Azimut
- Drheam-Cup 3 j 23 h 22 min 34 s 5
- 13ème de la Route du Rhum, en 23 j 5 h 56 min 30 s
- Vainqueur du Tour de Belle-Ile-en-mer,
- 15e de la Transat Jacques-Vabre 2019, en double avec Sébastien Marsset, en 15 jours 10 heures 11 minutes et 10 secondes
- 14e du Vendée Globe 2020-2021

### Depuis 2022:Oliver Heer Ocean Racing– Oliver Heer
- 2022 :
  - 21e sur 24 des 48 Heures du Défi Azimut en 2 j  3 h  5 min[48]
  - 32e, après jury, sur 38 Imoca, dans la Route du Rhum 2022[51]

- 2023 :
  - 19e sur 29 Imoca dans la Fastnet Race, barré par Oliver Heer et David Ledroit[52]
  - 21e sur 33 dans les 48 Heures du Défi Azimut, barré par Oliver Heer et Nils Palmieri[53]